# Thirty Meter Telescope
Ten artykuł dotyczy przyszłego wydarzenia. Informacje w nim zawarte mogą się zmienić wraz z pojawieniem się nowych faktów, a początkowe doniesienia mogą być niepewne. Ostatnie aktualizacje tego artykułu mogą nie odzwierciedlać najbardziej aktualnych informacji.

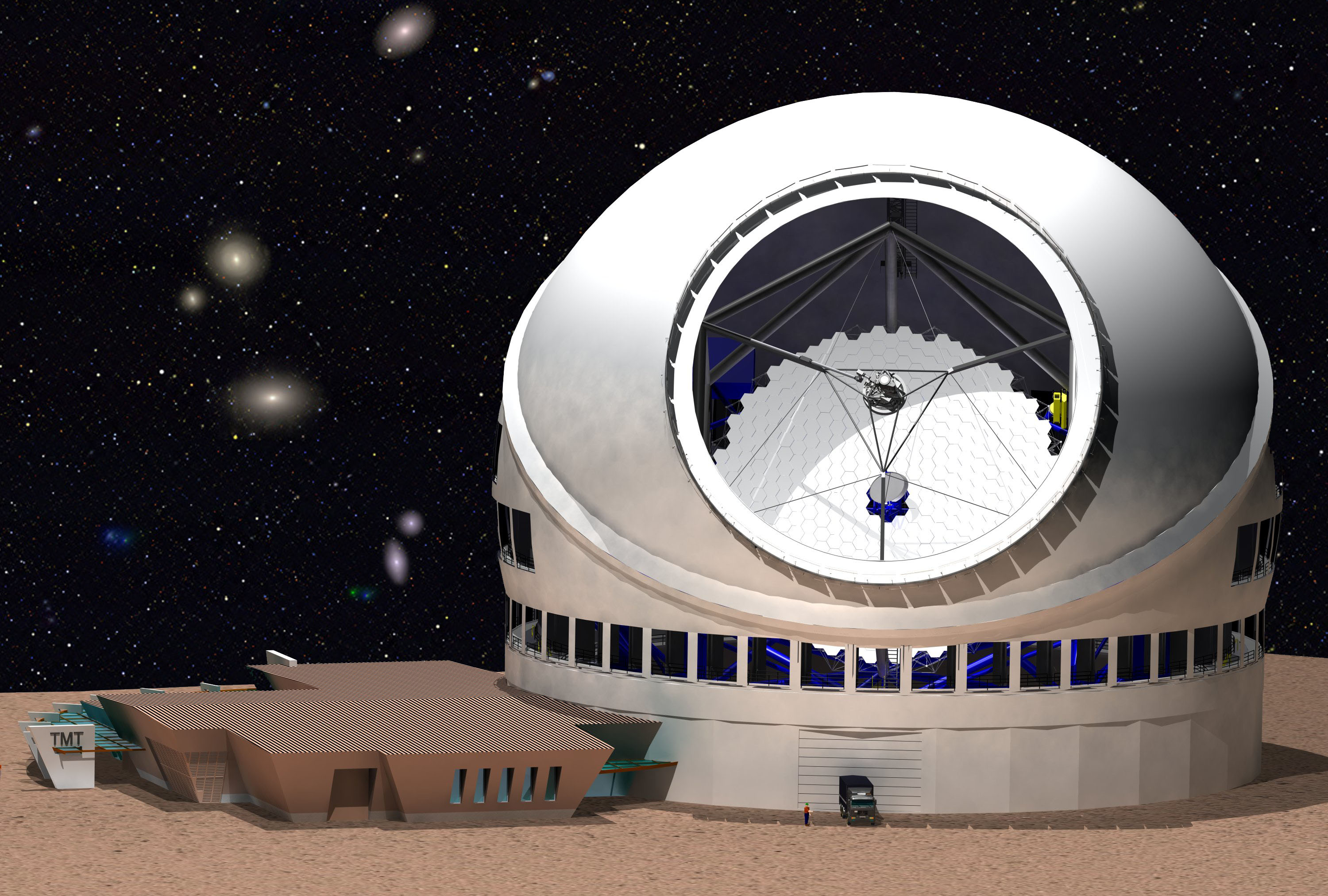
Animacja komputerowa teleskopu stworzona na podstawie projektu z roku 2007

Porównanie wielkości i budowy zwierciadeł największych obecnych i planowanych teleskopów. Thirty Meter Telescope w prawym górnym rogu.

Thirty Meter Telescope (w skrócie TMT) – międzynarodowy projekt zakładający skonstruowanie i zbudowanie teleskopu z lustrem o średnicy 30 metrów. Teleskop TMT operowałby w zakresie widma od bliskiego ultrafioletu po średnią podczerwień. Umiejscowiony ma być na Hawajach lub w Obserwatorium Roque de los Muchachos na kanaryjskiej wyspie La Palma.
Przewidywany koszt przedsięwzięcia to około 1,5 mld USD. Fundusze pochodzą z pięciu krajów: USA, Japonii, Indii, Chin i Kanady. Początkowo było to przedsięwzięcie amerykańsko-kanadyjskie, później dołączyły do niego instytucje i uniwersytety z Chin, Indii i Japonii.
Początkowo teleskop miał być umieszczony na pustyni Atakama. Jednak o tym, że tak się nie stanie zdecydowały względy czysto naukowe. Trzy największe teleskopy świata ELT, GMT i TMT w jednym miejscu, prowadzące obserwacje tylko południowej półkuli nieba, bardzo osłabiłyby obserwacje nie mniej ważnej półkuli północnej. Stąd decyzja lokalizacji na Hawajach. Thirty Meter Telescope ma być umieszczony na wysokości 4050 m n.p.m.
Budowę rozpoczęto na wzgórzu Mauna Kea na Hawajach, na terenie obserwatorium, gdzie znajdują się teleskopy Kecka. Powstał jednak spór o budowę między inwestorem a lokalnymi społecznościami, które zablokowały budowę. Jeśli nie dojdzie do porozumienia, to teleskop może powstać na La Palmie

## Budowa
Konstrukcja będzie podobna do ELT. Będzie to teleskop nieco mniejszy. Główne zwierciadło będzie składać się z 492 sześciokątnych luster. Lustra te, o średnicy 1,4 m każde, dadzą w sumie średnicę 30 m i pozwolą uzyskać 655 m² powierzchni zbieranego światła.
Głównym wykonawcą i projektantem jest University of California, Los Angeles (UCLA). Podobnie jak ELT, będzie on wykorzystywał do obserwacji optykę adaptatywną.